# 申範植
申 範植（シン・ボムシク、朝鮮語: 신범식、1923年 - 1992年9月11日）は、大韓民国の学者、ジャーナリスト、政治家。第9・10代韓国国会議員、第8代文化公報部（現・文化体育観光部）長官。

## 経歴
忠清北道清原郡出身。1950年に高麗大学校政治学科卒業。1952年から1957年までは慶北大学校・成均館大学校・国学大学（友石大学校を経て現・高麗大学校）教授、社会問題研究所理事長、青年問題研究会代表を歴任した。4・19革命以降はジャーナリストとなり、1960年から1962年までソウル日日新聞および京郷新聞論説委員として活動した。5・16軍事政変以降は民主共和党に参加し、1964年に党のスポークスマン兼宣伝部長となり政界入りした。1965年には朴正煕の大統領公報首席秘書官兼スポークスマンに抜擢され、1969年4月11日から1971年6月3日まで第8代文化公報部（現・文化体育観光部）長官を務めた。1972年から1974年までソウル新聞社の社長、新聞協会会長などを務めた。1976年には第9代総選挙後半期の維新政友会所属議員に初選出され、国会議員2期在職中は維新政友会運営委員や国会農水産委員会委員長を務めた。1979年10月26日の朴正煕刺殺事件による維新体制の崩壊と共に政界から引退した。第5共和国末期の1987年には韓国道路公社理事長を務めた。1992年に自宅にて持病により69歳で死去した。